# Nova União (Rondônia)
Nova União é um município brasileiro situado na região central do estado de Rondônia. Localiza-se a uma latitude 10º54'14" sul e a uma longitude 62º33'39" oeste, estando a uma altitude de 250 metros. Sua população conforme o censo de 2010 era de 7.493 habitantes. Em 2018, a população estimada é de 7.047 habitantes.

## Historia
Originou-se do vilarejo que em 1982 foi promovido a NUAR - Núcleo Urbano de Apoio Rural, parte integrada do Pólo Noroeste. O NUAR foi instalado num lugar estratégico do Projeto Integrado de Colonização Ouro Preto em uma área de 40 hectares, local onde se concentraria mais tarde serviços básicos de saúde, educação, comércio, extensão rural, agências e organismo governamentais, inclusive bancários (BERON), para dar suporte aos moradores dos lotes rurais.
No período de 1992 à 1986 foram instalados os seguintes órgãos de governo: SEPLAN, CAGERO, SUCAM, SESAU e EMATER. Apesar do apoio governamental na instalação de alguns serviços públicos, no período compreendido entre 1986 e 1992 houve um baixo crescimento econômico no então distrito de Nova União, fato provocado pela crise econômica na agricultura brasileira e na economia nacional (Planos Cruzados). A crise foi acirrada também pela desatenção governamental do Município  na prestação de serviços à população, uma vez que a administração do distrito passou a ser de responsabilidade do poder público Ouro Preto do Oeste que conseguia atender à contento as necessidades prementes do distrito. 
A emancipação político-administrativa do distrito de Nova União veio atender a um antigo anseio da população local. Em 1988 foi realizado um plebiscito no qual ficou decidida, democraticamente, a criação do município, o que só veio ocorrer em 1994. Aprovada a emancipação político-administrativa.
Possui uma área de 807 km².
Criado pela Lei n.º 566, de 20 de junho de 1994, surgiu de um núcleo agropecuário, e sua denominação é uma alusão ao esforço a união de seus fundadores em prol do seu desenvolvimento. 
O Município de Nova União também se destaca na área Musical, com vários projetos voltados a cultura, dentre eles se destacam o projeto de Ensino Musical Manancial e a Orquestra Filarmônica Vida(Assembléia de Deus Ministério Madureira em Nova União -RO). Grande produçao de leite nas regioes rurais e carne exportada para municípios vizinhos como Jaru e Ji-Paraná. 
Conhecida com uma cidade acolhedora, Nova União também se destaca pela excelente qualidade de vida, com baixíssimos índices de violência. 
O Vale das Cachoeiras é o maior ponto turístico de Nova União. 
Apesar de Nova União ser uma cidade pequena, esta cidade foi uma de algumas outras que foram escolhidos locais e tamanho para ser uma cidade planejada com suas ruas com meias curvas em vários pontos da cidade, não somente ruas em linha reta quarteirões em triângulo, Estádio Municipal praticamente no centro da cidade do entremeio as duas Avenidas da Cidade Av. Coronel Governado Jorge Teixeira (duas faixas, parte da avenida tem uma pequena rua de cada lado de cada sentido) & Av. Ayrton Senna. 
Nova União participa hoje da mesorregião Leste-Rondoniense, a maior mesorregião do estado com mais cidades, e Microrregião de Ji-Paraná a segunda maior cidade do estado do Rondônia. 
 